# Guaifenesine
Guaifenesine of guaiacolglycerine-ether is een expectorans, een middel om het ophoesten van longslijm te vergemakkelijken. Dit guaiacolderivaat wordt gebruikt in veel hoestdranken (meestal in combinatie met een ander middel dat het hoesten onderdrukt, zoals codeïne of dextromethorfan) en in medicijnen voor de behandeling van acute luchtwegeninfecties. Guaifenesine is het product van de condensatiereactie van guaiacol met glycerine.

## Werking
Guaifenesine zou het ophoesten van slijm vergemakkelijken omdat het de viscositeit ervan verlaagt, waardoor het gemakkelijker loskomt. Daardoor verkrijgt men een minder frequente maar meer productieve hoest.

## Bijwerkingen
Mogelijke bijwerkingen zijn onder meer:
- droge keel
- misselijkheid
- maag- en darmklachten
- allergische reacties van huid of ademhalingswegen
- in hoge doses: slaperigheid, spierrelaxatie.

## Gebruik bij fibromyalgie
Een alternatieve behandeling van fibromyalgie met guaifenesine werd in de jaren 1990 door de Amerikaanse Dr R. Paul St. Amand voorgesteld. Guaifenesin zou helpen omdat het overtollig fosfaat uit het lichaam kan verwijderen. Dit "guaifenesin protocol" is echter niet door de Amerikaanse Food and Drug Administration erkend, en uit een klinische studie in 1996 bleek dat er geen gunstig effect aan het gebruik van guaifenesine kon toegeschreven worden. In een commentaar op die studie suggereert dr. Bennett dat het gunstige effect bij sommige patiënten waarschijnlijk te danken was aan een "placeborespons" uitgelokt door het enthousiasme en de overredingskracht van dr. St. Amand.
Soms kan guaifenesine dankzij het spierrelaxerend effect wel helpen bij het verlichten van de pijnklachten bij fibromyalgie.

## Gebruik in de diergeneeskunde
Guaifenesine wordt in de diergeneeskunde gebruikt omwille van het spierontspannend effect op de skeletspieren, vooral bij paarden en pony's. Na inspuiting van de juiste dosis blijft het dier 15 à 25 minuten bewegingloos (maar niet bewusteloos) en kan het onder lokale verdoving behandeld worden. Een merknaam is Myorelax van Bela-Pharm GmbH.